# Interoperabilidad empresarial
La interoperabilidad empresarial es la capacidad  de una empresa—una compañía u organización— para enlazar actividades de manera funcional, como el diseño de producto, cadenas de suministro, fabricación, en una manera eficaz y competitiva. 
La investigación en interoperabilidad empresarial se realiza en varios dominios (Modelado Empresarial, Ontologías, Sistemas de Información, Arquitecturas y Plataformas).

## Ámbitos de la interoperabilidad empresarial

### Interoperabilidad en arquitectura empresarial
La arquitectura empresarial (AE) presenta un diseño de  alto nivel de las capacidades de la empresa que define proyectos TIC exitosos en coherencia con los objetivos de la empresa principals y los requerimientos de negocio relacionados. La AE cubre principalmente (i) el análisis de capacidades empresariales y su validación; (ii) el desarrollo de soluciones empresariales, aplicaciones, datos y arquitecturas técnicas, y finalmente (iii) el control de programa e implementación de proyecto y governanza. La aplicación de la metodología de la AE alimenta el marco de referencia del repositorio de empresa con bloques constructivos utilizados para componer el sistema objetivo.
La interoperabilidad puede ser considerada cualquiera como objetivo principal, requisito o restricción, que impacta la definición de patrones para componer los bloques constructivos en la definición de la hoja de ruta de la arquitectura. En este ámbito, la AE dentro de la perspectiva TOGAF, tiene como objetivo  reconciliar los requisitos de interoperabilidad con soluciones potenciales que lleven al desarrollo de sistemas interoperables.
Con objeto de mantener la el reto de la interoperabilidad  presente, en los pasos del ciclo de vida de un sistema, varios modelos y los marcos de referencia han sido desarrollados bajo el ámbito de la interoperabilidad empresarial.

### Marcos de interoperabilidad empresarial
Para preservar la interoperabilidad, varios marcos de interoperabilidad empresarial pueden ser identificados en la literatura:
- 2003: IDEAS:[3] Desarrollos de Interoperabilidad para Aplicaciones de Empresa y Software.
- 2004: EIF:[4] El Marco de Interoperabilidad europeo
- 2004: e-GIF:[5] Marco de Interoperabilidad del e-Gobierno
- 2006: FEI:[6] El Marco para Interoperabilidad Empresarial
- 2006: C4SI:[7] Conexión, Comunicación, Consolidación, Marco de Interoperabilidad de la Colaboración
- 2007: AIF:[8] Marco de Interoperabilidad Athena
- 2007:[9] Marco de Arquitectura de la Empresa para Empresas Virtuales Ágiles e Interoperables

La mayoría de estos marcos considera a la empresa en varios aspectos, puntos de vista o niveles de abstracción: negocio, proceso, conocimiento, aplicación, tecnología, información, técnica, etc. y propone directrices para apoyar el modelado y las capacidades de conexión entre estos niveles. El reto semántico está considerado como transversal a todos estos niveles de abstracción.
Desplegar y aplicar las directrices y las metodologías desarrolladas dentro de estos marcos requiere esfuerzos de modelado que identifica y conecta los diferentes artefactos.

### Interoperabilidad en ingeniería de software
La evolución de las TIC apunta a externalización de las capacidades TIC a proveedores para su utilización bajo demanda. La evolución comienza con soluciones empaquetadas y pasa por la infraestructura como servicio (IaaS), la plataforma como servicio (PaaS), el software como servicio (SaaS) y, recientemente, la Nube. Esfuerzos para la consecución satisfactoria de la interoperabilidad son todavía principalmente esperados entre estos niveles:
- De la estrategia al negocio
- Del negocio a los procesos
- De los procesos a las aplicaciones

Tratando con la definición de procesos de negocio, alineación, colaboración e interoperabilidad, varios estándares internacionales proponen metodologías y directrices en estas perspectivas:
- ISO 15704—Requisitos para arquitecturas de referencia empresariales y metodologías
- CEN-ISO DIS 19439—Marco para el Modelado Empresarial
- CEN-ISO WD 19440—Constructos para el Modelado Empresarail
- ISO 18629—Lenguaje de Especificación de Proceso
- ISO/IEC 15414—ODP Lenguaje de Modelo de Referencia Empresarial

Además, estándares recientes (BPMN, BPEL, etc.) y sus tecnologías de implementación proponen capacidades de integración pertinentes. Además, la ingeniería dirigida por modelos proporciona capacidades que conectan, transforman y refinan modelos para apoyar la interoperabilidad.

### Métricas para la valoración del grado de madurez en interoperabilidad
Las aproximaciones siguientes proponen algunas métricas para evaluar la madurez de la interoperabilidad:
- LISI: Niveles de Interoperabilidad de Sistemas de Información
- OIM: Modelo de Interoperabilidad Organizativa
- NMI: NC3TA Modelo de Referencia para la Interoperabilidad
- LCIM: Niveles de Modelo de Interoperabilidad Conceptual
- EIMM: Modelo de Madurez de Interoperabilidad Empresarial
- Rejilla Inteligente de Sistema de Indicadores del Modelo de Madurez de Interoperabilidad Empresarial

Para aspectos de interoperabilidad empresarila dentificados, las aproximaciones de madurez listadas definen categorías de interoperabilidad (o dimensiones) y proponen evaluaciones cuantitativas y cualitativas para su evaluación. Mientras que algunos aspectos de interoperabilidad empresarial no son cubiertos por una única aproximación de madurez, algunas propuestas produndizan en la definición de dimensiones métricas en un aspecto de interoperabilidad como la medida de interoperabilidad empresarial propuesta por Aneesh.